# Munkholm Odde
Munkholm Odde er en krumodde, ved den nordøstlige ende af Thyholm (Hvidbjerg Sogn, Struer Kommune). Den ligger ud til Kås Bredning i Limfjorden, overfor sydvestenden af Mors, og med Agerø mod nord. Munkholm Odde indgår sammen med Fuglholm og Katholm Odde og Plethøj Plantage i en 87 hektar stor naturfredning der blev oprettet i 1978. Det fredede kystområde der er præget af krumodder og laguner er et yndet yngle og rasteområde for vade- og svømmefugle.